# Gnaphalium norvegicum
Gnaphalium norvegicum is een overblijvende kruidachtige plant uit de composietenfamilie (Asteraceae of Compositae), die vooral te vinden is in de subalpiene- en alpiene zone van het hooggebergte.
In Europa is deze plant te vinden in de meeste gebergtes, vooral in Schotland en Scandinavië.

## Naamgeving enetymologie
De botanische naam Gnaphalium is afgeleid van het Oudgriekse γνάφαλον, gnaphalon (wolstreng) en verwijst naar de beharing van de planten. De soortaanduiding norvegicum verwijst naar de plaats waar de plant het eerst als aparte soort erkend werd, Noorwegen.
Synoniemen zijn: Gamochaeta norvegica (Gunnerus) Gren., Gnaphalium fuscatum Pers., Gnaphalium fuscum Lam., Gnaphalium medium Vill., Gnaphalium sylvaticum var. brachystachys Ledeb., Gnaphalium sylvaticum var. fuscatum Wahlenb., Synchaeta norvegica (Gunnerus) Kirp., Omalotheca norvegica 

## Kenmerken
Gnaphalium norvegicum is een overblijvende kruidachtige plant die 10 tot 30 cm hoog wordt, met een behaarde, bebladerde, rechtopstaande stengel. De bladeren zijn lancetvormig, drienervig, groen, aan de bovenzijde zijdeachtig-wollig en aan de onderzijde dicht viltig behaard. De middelste stengelbladeren zijn langer dan de onderste en bovenste.
De bloemhoofdjes staan in een bebladerde, gedrongen aar. De schutblaadjes zijn even lang of iets langer dan de bloemhoofdjes. De omwindselblaadjes zijn groen, met een donkerbruine rand, de bloemhoofdjes zelf zijn lichtbruin van kleur. De zaden zijn voorzien van vruchtpluis en verspreiden zich met de wind.
De plant bloeit van juli tot september.

## Habitaten verspreiding
Gnaphalium norvegicum groeit vooral in de subalpiene- en alpiene zone van het hooggebergte. Hij wordt vooral aangetroffen op kalkarme, vochtige en beschaduwde plaatsen zoals op  alpiene graslanden en puinhellingen, op hoogtes van 1.000 tot 2.800 m.
Hij is verspreid over Eurazië - vooral in Schotland, Scandinavië en de meeste Europese gebergtes - en in gebergtes in Noord-Amerika.

## Verwante en gelijkende soorten
Gnaphalium norvegicum is nauw verwant aan en sterk gelijkend op de bosdroogbloem (G. sylvaticum), en werd door Linnaeus aanvankelijk als een variëteit van deze laatste aangezien. Johan Ernst Gunnerus, een Noorse bisschop en botanicus, merkte in 1772 op dat er consistente verschillen tussen beide bestonden, zoals de bredere bladeren met drie nerven (tegenover één nerf voor de bosdroogbloem) en de kortere en dichtere bloeiwijze van G. norvegicum.
... · 
G. luteo-album (Bleekgele droogbloem) · 
G. norvegicum · 
G. sylvaticum (Bosdroogbloem) · 
G. uliginosum (Moerasdroogbloem) · 
...